# 王孝華
王孝華（1922年6月29日—2005年3月11日），興安省雅魯縣人，祖籍四川省江北縣，曾任制憲國民大會代表、第一屆立法委員。

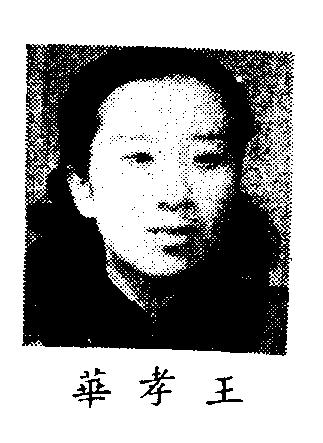
民35《國民大會實錄》中的王孝華肖像

## 生平[1][2][3]
- 日本奈良女子高等師範學校畢業
- 日本東京大學教學部研究
- 中國國民黨興安省黨部婦女運動委員會主任委員
- 興安省政府參議
- 制憲國民大會代表
- 憲政實施促進委員會委員
- 民國三十七年（1948年），當選興安省選出之立法委員。
- 立法院顧問

## 出席立法院會期
- 第1屆第82會期: 立法委員資格審查委員會
- 第1屆第24-29，33-35會期: 經濟委員會
- 第1屆第11，36-40，78，81-88會期: 內政委員會
- 第1屆第8會期: 交通委員會
- 第1屆第7，8，30會期: 財政委員會
- 第1屆第7會期: 邊政委員會
- 第1屆第6，9，12-17，19-23，31，32會期: 教育委員會
- 第1屆第1會期: 內政及地方自治委員會
- 第1屆第1，6，7，9會期: 外交委員會
- 第1屆第1會期: 教育文化委員會